# I legionari dello spazio
I legionari dello spazio è uno sceneggiato televisivo di fantascienza per ragazzi in cinque puntate, per la regia di Italo Alfaro, trasmesso nel 1966, la domenica pomeriggio sul programma nazionale.

## Trama
Un gruppo di legionari, guidati dal legionario Pinozzo e dal sergente Duval, sono incaricati di sconfiggere la malvagia regina Oreussa, che ha spodestato la sua gemella regina Assuero (antipodo di Oreussa).
Nelle sue trame Oreussa è affiancata dal principe Rotul, controparte malvagia del suo gemello Lutor (antipodo di Rotul), che combatte a fianco di Assuero.

## Episodi
| n. | Titolo italiano               | Prima TV         |
| -- | ----------------------------- | ---------------- |
| 1  | Il pianeta Jackill            | 6 febbraio 1966  |
| 2  | Un mondo sotterraneo          | 13 febbraio 1966 |
| 3  | I pirati della Via Lattea     | 20 febbraio 1966 |
| 4  | La poltrona extradimensionale | 27 febbraio 1966 |
| 5  | I due Pinozzo                 | 6 marzo 1966     |